# Astrid Mujinga
Astrid Mujinga, née en 1955 à Likasi en RDC, est une écrivaine, militante de droit des femmes et journaliste à la Radio Okapi,.

## Biographie
Astrid Mujinga est titulaire d’une licence en pédagogie appliquée, option français et linguistique africaine, obtenue à l’Institut supérieur pédagogique. Elle a enseigné le français pendant 20 ans au Collège Alfajiri avant de se consacrer au journalisme.
Son roman L’odeur du sang publié en 2009 relate plusieurs histoires qui sont entremêlées autour de celle d'un adolescent de Mbujimayi prénommé Ben, qui fait par patriotisme une formation de millitaire et tombe amoureux d'une jeune femme prénommée Amina. Le roman évoque des passages historiques du Congo et de la RDC, la bataille de Pweto, la formation de Alliance des forces démocratiques pour la libération du Congo (AFDL), la discrimination envers les femmes et les troubles à Bukavu et Pweto.

## Œuvres
- L'odeur du sang, Éditions du Pangolin, 2009 (ISBN 9782930456126)[4].
- Affres et ronces de la destinée, Éd. Jets d'encre, 2014 (ISBN 978-2-35485-531-4).
- Un séjour au pays des opportunistes: nouvelles, Édilivre, 2015 (ISBN 978-2-332-89797-8)[5].
- Complainte sur les trépassés sans sépultures, les Éditions du Net, 2021 (ISBN 978-2-312-08389-6)[2].